# La Boisse
Pour les articles homonymes, voir Boisse.
La Boisse est une commune française située dans le département de l'Ain en région Auvergne-Rhône-Alpes qui fait partie de l'unité urbaine de Lyon.
Cette commune de la Côtière, placée à l'entrée de Montluel, a connu un développement démographique similaire à celui de la région naturelle : la population de la commune a triplé en une cinquantaine d'années, phénomène principalement dû à l'installation de nouveaux habitants installés en maisons individuelles : en 2009, l'habitat collectif représente 13 % des logements à La Boisse, 80 % de la population est propriétaire de sa résidence principale.
Ses habitants sont appelés les Buissards.

## Géographie

### Localisation

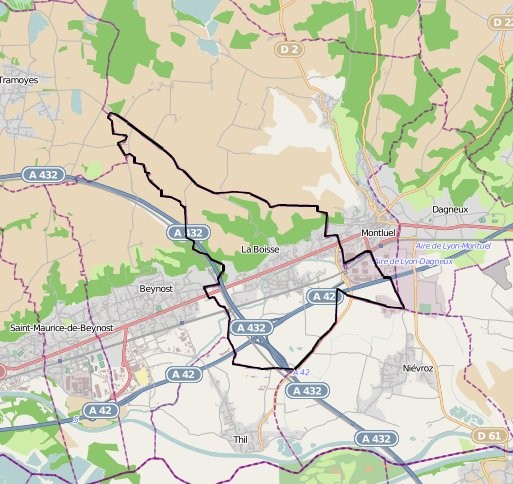
Territoire communal de La Boisse.

La Boisse appartient à la région naturelle de la Côtière.

### Communes limitrophes
| Tramoyes | Montluel  | Montluel |
| Beynost  | La Boisse | Dagneux  |
| Thil     | Niévroz   | Niévroz  |

### Climat
Pour des articles plus généraux, voir Climat d'Auvergne-Rhône-Alpes et Climat de l'Ain.
En 2010, le climat de la commune est de type climat océanique altéré, selon une étude du CNRS s'appuyant sur une série de données couvrant la période 1971-2000. En 2020, Météo-France publie une typologie des climats de la France métropolitaine dans laquelle la commune est dans une zone de transition entre le climat semi-continental et le climat de montagne et est dans la région climatique Bourgogne, vallée de la Saône, caractérisée par un bon ensoleillement (1 900 h/an), un été chaud (18,5 °C), un air sec au printemps et en été et des vents faibles.
Pour la période 1971-2000, la température annuelle moyenne est de 12 °C, avec une amplitude thermique annuelle de 18,2 °C. Le cumul annuel moyen de précipitations est de 918 mm, avec 9,2 jours de précipitations en janvier et 7 jours en juillet. Pour la période 1991-2020, la température moyenne annuelle observée sur la station météorologique de Météo-France la plus proche, « Lyon-Bron », sur la commune de Bron à 15 km à vol d'oiseau, est de 13,0 °C et le cumul annuel moyen de précipitations est de 820,8 mm,. Pour l'avenir, les paramètres climatiques de la commune estimés pour 2050 selon différents scénarios d'émission de gaz à effet de serre sont consultables sur un site dédié publié par Météo-France en novembre 2022.

### Relief et géologie
La superficie de la commune est de 940 hectares ; son altitude varie entre 179 et 319 mètres.
À l'instar de certaines communes situées à proximité de La Boisse — en particulier Neyron, Miribel, Saint-Maurice-de-Beynost et Beynost — la commune est en termes de relief, séparée en deux parties distinctes : au sud la zone la moins élevée culminant à environ 170 m. Plus au nord, la route départementale « RD 1084 » (anciennement la route nationale 84 et connue sous l'appellation « route de Genève ») marque les prémices du coteau qui culmine à 319 m. Ce coteau débouche sur ce qui devient ensuite le plateau de la Dombes ; il est également l'explication de la toponymie de la Côtière.

### Hydrographie
La commune de La Boisse est traversée par la Sereine, cours d'eau de 24,8 km qui rejoint le canal de Miribel à Saint-Maurice-de-Beynost, ainsi que par l'Ancienne Rivière, cours d'eau d'un 1 km de long, lui-même affluent de la Sereine. Enfin, le ruisseau des Ormes, long de 7 km coule dans les cantons de Miribel et de Montluel et en particulier à La Boisse. C'est un affluent du ruisseau des Échets.
Enfin, la commune est particulièrement exposée au risque naturel d'inondations en raison des crues de la Sereine et dans une moindre mesure à cause des ruissellements sur le « coteau ». Ce risque induit une politique dédiée de prévention des risques naturels à La Boisse.

### Voies de communication et transports

#### Voies routières
Le dernier tronçon de l'A432 entre Les Échets et La Boisse, est ouvert depuis février 2011. Il a fait l'objet de travaux, notamment de la construction du viaduc de la Côtière, à La Boisse et à Beynost, entre 2008 et 2011.
La commune est donc desservie par deux autoroutes dont l'échangeur est à la Boisse ; entre : l'A42 (sortie de La Boisse) et l'A432.

#### Transport ferroviaire

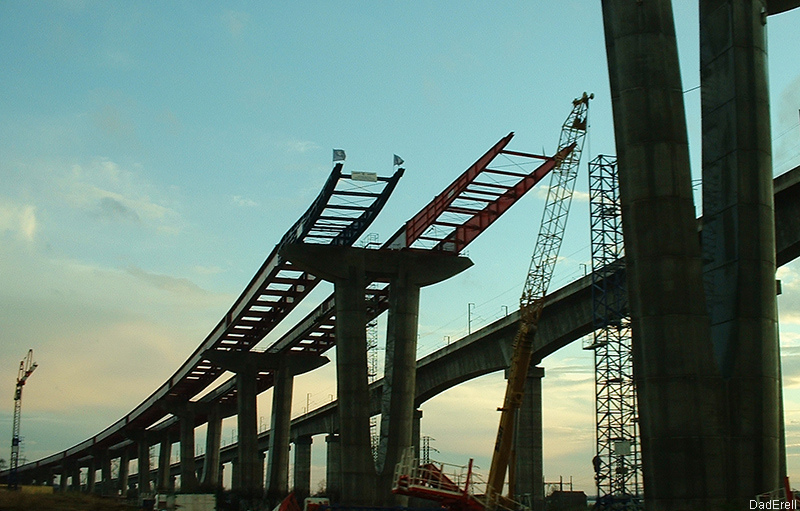
Le viaduc de l'A432 en construction en décembre 2009.

Un TER Rhône-Alpes de la ligne 35, reliant Lyon-Perrache à la Gare de Chambéry - Challes-les-Eaux dessert un certain nombre de gares de la Côtière, dont la plus proche de La Boisse est la gare de Montluel.
Voilà quelques années [Quand ?], la ligne 35 desservait la halte SNCF de La Boisse ; aujourd'hui la gare n'est plus en service.
Le viaduc construit entre 2008 et 2011, le viaduc de la Côtière, qui fait la jonction de l'A432 entre Les Échets et La Boisse est parallèle à un premier viaduc nommé à l'identique, le viaduc ferroviaire de la Côtière qui lui est utilisé par une ligne TGV.
À noter que La Boisse est directement concernée par le projet de contournement ferroviaire de l'agglomération lyonnaise (CFAL) dont le tracé devrait concerner treize autres communes de la Côtière. En effet, le tracé envisagé passe par le territoire de la commune.

#### Transports routiers
Les cars départementaux du conseil général de l'Ain, ont plusieurs arrêts sur le territoire de la commune, en particulier sur la route départementale RD 1084, anciennement la route nationale 84, appelée également route de Genève : la ligne 132 (entre Bourg-en-Bresse et Lyon) et la ligne 171 (entre Montluel et Lyon).

## Urbanisme

### Typologie
Au 1er janvier 2024, La Boisse est catégorisée ceinture urbaine, selon la nouvelle grille communale de densité à 7 niveaux définie par l'Insee en 2022.
Elle appartient à l'unité urbaine de Lyon, une agglomération inter-départementale dont elle est une commune de la banlieue,. Par ailleurs la commune fait partie de l'aire d'attraction de Lyon, dont elle est une commune de la couronne,. Cette aire, qui regroupe 397 communes, est catégorisée dans les aires de 700 000 habitants ou plus (hors Paris),.

### Occupation des sols
L'occupation des sols de la commune, telle qu'elle ressort de la base de données européenne d’occupation biophysique des sols Corine Land Cover (CLC), est marquée par l'importance des territoires agricoles (50,1 % en 2018), en diminution par rapport à 1990 (53,1 %). La répartition détaillée en 2018 est la suivante :
terres arables (44,2 %), zones urbanisées (17,3 %), forêts (14 %), zones industrielles ou commerciales et réseaux de communication (13,1 %), zones agricoles hétérogènes (5,9 %), espaces verts artificialisés, non agricoles (5,5 %).
L'évolution de l’occupation des sols de la commune et de ses infrastructures peut être observée sur les différentes représentations cartographiques du territoire : la carte de Cassini (XVIIIe siècle), la carte d'état-major (1820-1866) et les cartes ou photos aériennes de l'IGN pour la période actuelle (1950 à aujourd'hui).

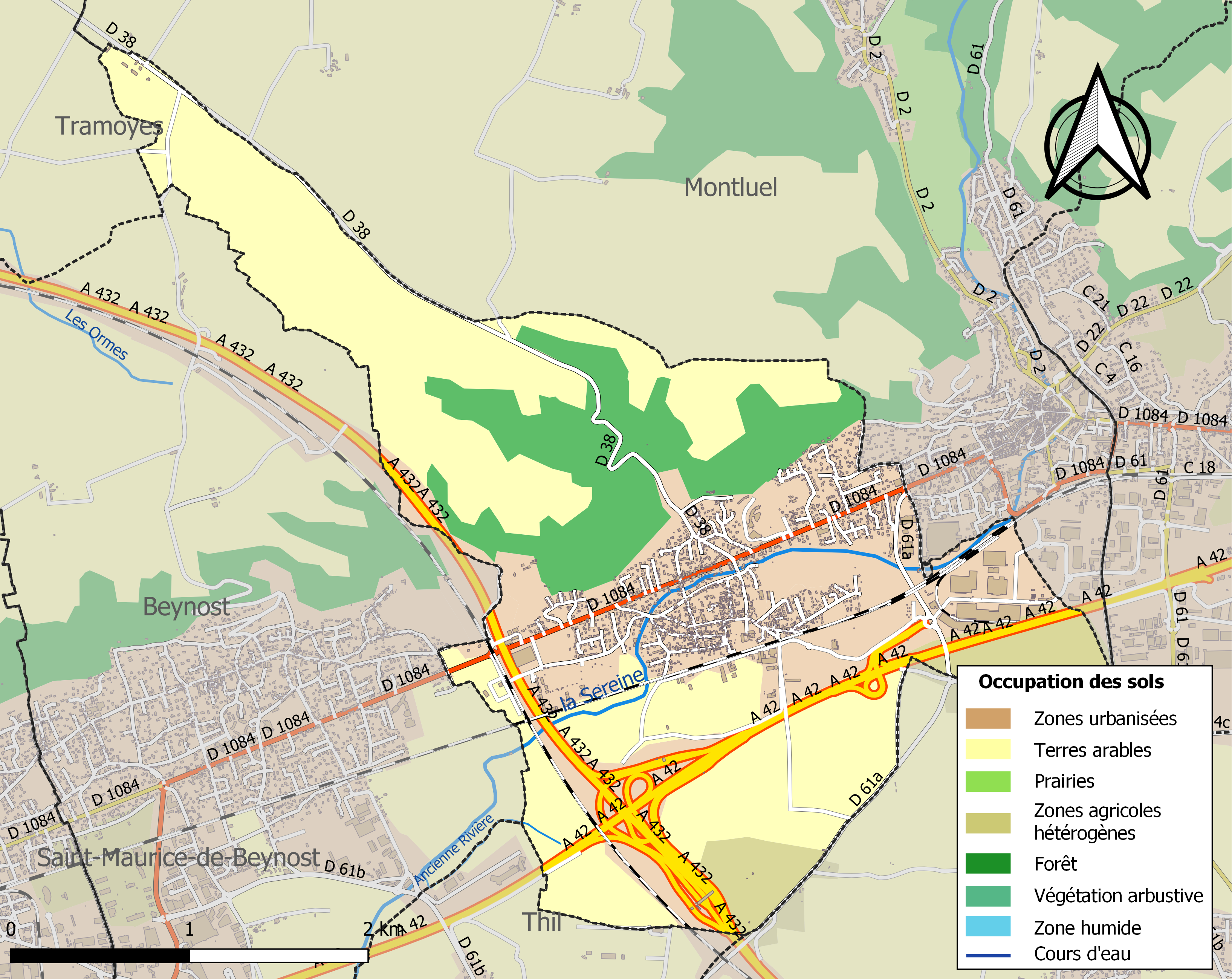
Carte des infrastructures et de l'occupation des sols de la commune en 2018 (CLC).

### Logement
En 2009, le nombre total de logements dans la commune était de 1 157, alors qu'il était de 1 004 en 1999.
Parmi ces logements, 92,4 % étaient des résidences principales, 0,9 % des résidences secondaires et 6,7 % des logements vacants. Ces logements étaient pour 85,6 % d'entre eux des maisons individuelles et pour 13,2 % des appartements.
La proportion des résidences principales, propriétés de leurs occupants était de 80,0 %, en légère hausse par rapport à 1999 (78,5 %).

## Toponymie
La Boisse aurait un sens originel signifiant pays boisé. La succession des différents toponymes usités est : Buxia, Buysse puis Boysse.

## Histoire

### Antiquité
Avant la conquête romaine, le territoire du département de l'Ain est occupé par le peuple gaulois des Ambarres, dont le nom signifie « vivant des deux (amb) côtés de la Saône (Arar, la Saône) ». Cette terminologie se retrouve également dans le nom d'Ambérieux-en-Dombes en amont du Rhône, au nord-est de La Boisse.
Un certain nombre de découvertes archéologiques relatives à l'antiquité ont été réalisées à La Boisse :
- en 1980, lors de prospections préalables à la construction de l'A42, une villa gallo-romaine datant probablement du Ier siècle a été découverte au lieu-dit « les Vernes ». De nombreux objets ont été trouvés sur le chantier ; en particulier une monnaie en bronze de Néron ;
- à proximité, au lieu-dit « les Cabrunes »[c 2], a été découvert un bâtiment du IVe siècle ;
- aux « Gravelles », une nécropole, elle aussi du IVe siècle a été découverte, avec en particulier un sarcophage d'enfant en plomb. Un peu plus loin, un autre sarcophage — d'adulte celui-ci — a été déposé au musée de Brou.

### Moyen Âge

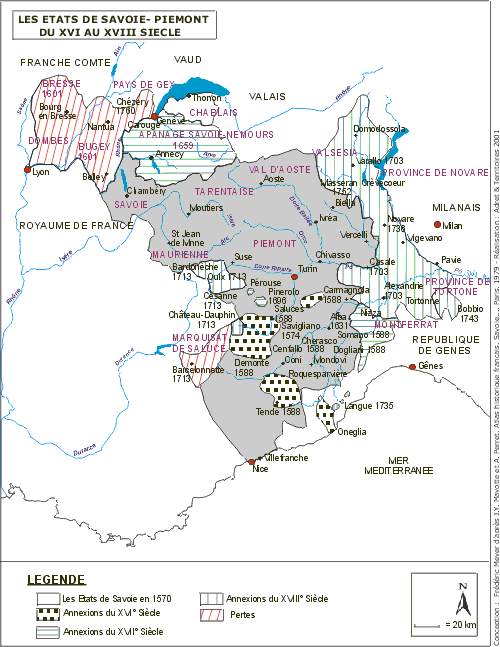
Le territoire de la Savoie du.

Paroisse (Ecclesia de Buxa, de Buxia, de Buyssia, ad Buisi, de Bussia, de la Buissy, de la Boesse, La Boysse) sous le vocable de l'Assomption. Vers 1080, saint Géboin, archevêque de Lyon, donne l'église de la Boisse, avec toute sa paroisse, c'est-à-dire, explique Pacte, avec ses deux chapellenies de Montluel et de Girieu, à l'ordre de Saint Ruf, qui y établit un prieuré. Cette donation est confirmée par l'archevêque de Lyon, Hugues Ier, successeur de saint Géboin, le 20 juin 1092, par les papes Urbain II, Calixte II, Anastase IV, Urbain III, Innocent III et al.
Au Moyen Âge, La Boisse dépend du mandement de Montluel et donc de la seigneurie de Montluel. C'est le chevalier Humbert Ier de Montluel qui entreprend la construction du monastère[réf. nécessaire]. Outre le prieuré, la paroisse inclura par la suite, la chapelle Saint-Barthélémy de Montluel, l'église Saint-Étienne de Montluel ou encore la chapelle de Girieu, aujourd'hui simple lieu-dit de La Boisse.
L'église métropolitaine et les chapitres de Saint-Paul et d'Ainay possédaient, dans cette paroisse, des rentes et des fonds qu'ils avaient acquis aux XIIe et XIIIe siècles.
La bâtie de la Boisse est un enjeu au cours du conflit delphino-savoyard. Appartenant au comte de Savoie Amédée V, elle est prise par les armées dauphinoises de Jean II de Viennois et détruite. Le traité du 10 juin 1314, signé dans l'église de Villard-Benoît, oblige le dauphin à rendre la place au comte de Savoie.
En 1326, la seigneurie passe sous domination dauphinoise. En 1343, elle est vendue aux Capétiens-Valois. Enfin, le traité de Paris de 1355 donne Montluel à Amédée VI de Savoie et fait ainsi de la seigneurie une place forte frontalière des États de Savoie.

### Renaissance
La Renaissance voit le rattachement progressif de la Dombes à laquelle appartient alors La Boisse, à la France. En 1523, François Ier institua alors un Parlement afin d'administrer la Dombes en son nom : le parlement de Dombes qui siégea d'abord à Lyon, par « territoire emprunté ».
Du temps de Guichenon (1604-1667), on voyait derrière l'église, sur un tombeau, l'épitaphe suivante: Anno Domini MCCCIII fuit factum hoc sepulchrum per Martinum de Civrieu et Petronillam ejus uxorem Hicjacet Petrus Job, pater dictoe Petronilloe et Patrouilla ejus mater. La pierre portant cette inscription fut utilisée comme passerelle sur un ruisseau.

## Politique et administration

### Tendances politiques

#### Élections présidentielles
Élections présidentielles, résultats des deuxièmes tours :
- Élection présidentielle de 2002[24]: 78,05 % pour Jacques Chirac (RPR), 21,95 % pour Jean-Marie Le Pen (FN), 84,88 % de participation.
- Élection présidentielle de 2007[25]: 57,58 % pour Nicolas Sarkozy (UMP), 42,42 % pour Ségolène Royal (PS), 86,61 % de participation.

#### Élections cantonales
Élections cantonales, résultats des deuxièmes tours :
- élections cantonales de 2011[26]: 50,3 % pour Danielle Bouchard (DVD), 49,7 % pour Jacky Bernard (PS), 41,4 % de participation.
- élections cantonales de 2004[27]: 43,5 % pour Jacky Bernard (PS), 37,1 % pour Danielle Bouchard (DVD), 19,4 % pour Nicolas de Lacheisserie (FN), 68,0 % de participation.

#### Élections municipales
La commune ayant moins de 3 500 habitants l'élection des conseillers municipaux est au scrutin majoritaire plurinominal à deux tours, avec panachage :
- au premier tour, des candidats sont élus s'ils ont obtenu la majorité absolue et le vote d'au moins le quart des électeurs inscrits[29] ;
- au second tour, la majorité relative suffit. Les listes ne sont pas obligatoires. Les suffrages sont comptabilisés individuellement, et le panachage est autorisé.

De par sa taille, la commune dispose d'un conseil municipal de 23 membres (article L2121-2 du Code général des collectivités territoriales).
Lors du scrutin de 2008 il y eut un seul tour (23 élus dès le premier tour), François Drogue a donc été élu conseiller municipal au premier tour avec le 23e total de 701 voix (65,68 % des exprimés), il a ensuite été élu maire par le conseil municipal.

### Administration municipale

#### Répartition
La Boisse comptant moins de 3 500 habitants, lors des élections municipales, les listes ne sont pas obligatoires. Les suffrages sont comptabilisés individuellement, et le panachage est autorisé.
De plus, dans les communes de moins de 3 500 habitants, les électeurs ont le droit de ne pas respecter les listes de candidats, en votant pour des citoyens n'ayant pas déclaré leur candidature ou en votant pour des candidats issus de listes différentes.
En l'occurrence, ce sont les modalités de l'élection municipale de La Boisse en 2008, au cours de laquelle 23 conseillers municipaux furent élus.

#### Liste des maires

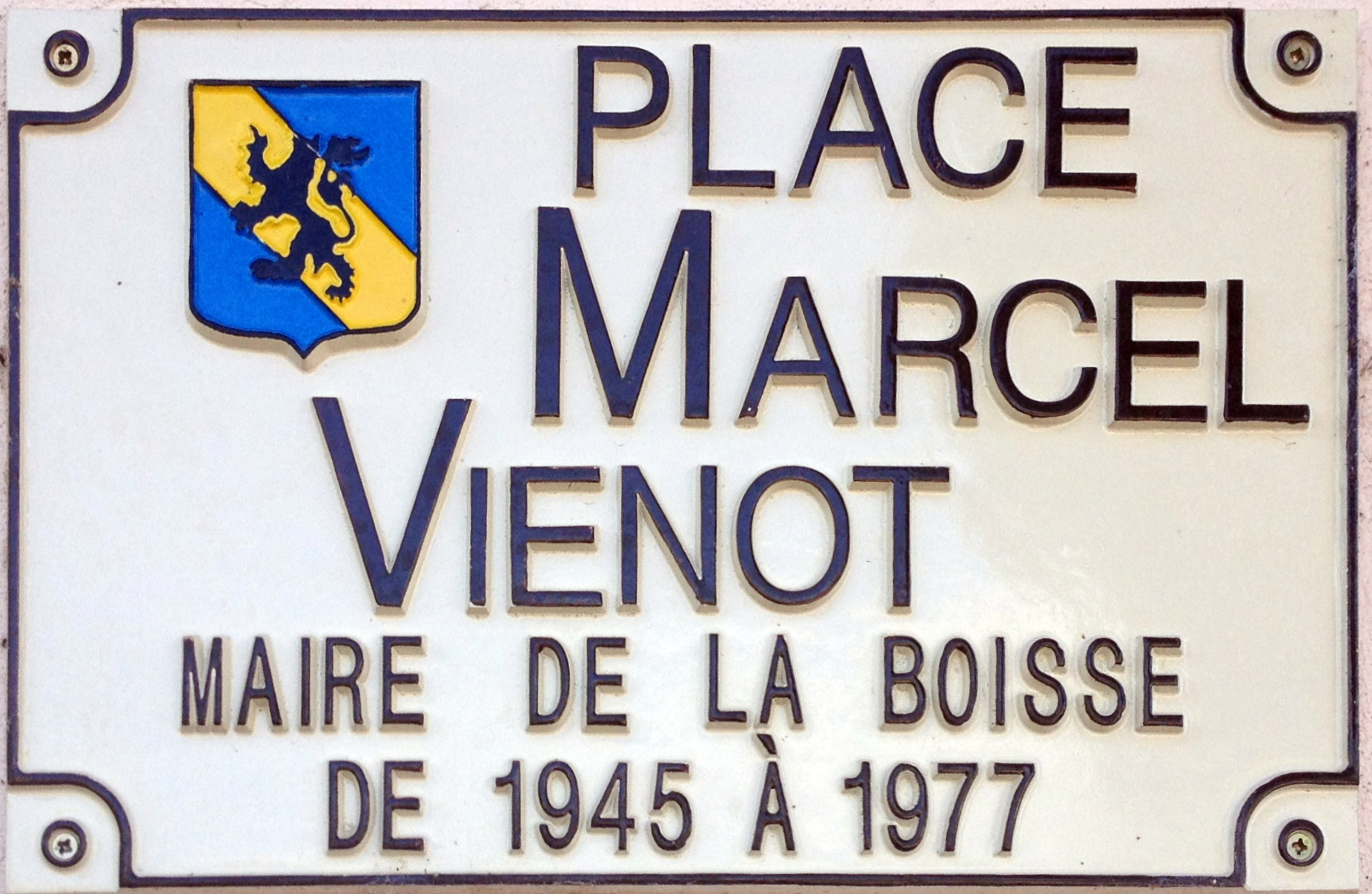
Plaque de la place Marcel-Viénot à La Boisse.

De 1789 à 1799, les agents municipaux (maires) sont élus au suffrage direct pour 2 ans et rééligibles, par les citoyens actifs de la commune, contribuables payant une contribution au moins égale à 3 journées de travail dans la commune. Sont éligibles ceux qui paient un impôt au moins équivalent à dix journées de travail.
De 1799 à 1848, La constitution du 22 frimaire an VIII (13 décembre 1799) revient sur l’élection du maire, les maires sont nommés par le préfet pour les communes de moins de 5 000 habitants. La Restauration instaure la nomination des maires et des conseillers municipaux. Après 1831, les maires sont nommés (par le roi pour les communes de plus de 3 000 habitants, par le préfet pour les plus petites), mais les conseillers municipaux sont élus pour six ans.
Du 3 juillet 1848 à 1851, les maires sont élus par le conseil municipal pour les communes de moins de 6 000 habitants.
De 1851 à 1871, les maires sont nommés par le préfet, pour les communes de moins de 3 000 habitants et pour 5 ans à partir de 1855.
Depuis 1871, les maires sont élus par le conseil municipal à la suite de son élection au suffrage universel.
Liste de l'ensemble des maires qui se sont succédé à la mairie de la commune :
| Période                                  | Période  | Identité          | Étiquette | Qualité                |
| ---------------------------------------- | -------- | ----------------- | --------- | ---------------------- |
| Les données manquantes sont à compléter. |          |                   |           |                        |
| 1908                                     | 1938     | Joseph Guinet     |           |                        |
| 1938                                     | 1945     | Louis-Marie Ecuer |           | Dessinateur industriel |
| 1945                                     | 1977     | Marcel Vienot     | FGDS      | Conseiller juridique   |
| 1977                                     | 2001     | Marc Plantier     |           |                        |
| 2001                                     | mai 2020 | François Drogue   | DVD       | Retraité               |
| mai 2020                                 | En cours | Gérard Raphanel   |           |                        |

### Politique environnementale
Le risque d'inondations dues aux crues de la Sereine est particulièrement élevé à La Boisse ; en effet, la commune a connu entre cinq et dix inondations ayant fait l'objet d'un arrêté de catastrophe naturelle entre 1982 et 2006. La commune de la Boisse est donc partie prenante du plan de prévention du risque inondation mis en place.
En l'occurrence un projet de plan de prévention des risques « crues de la Sereine, crues torrentielles et mouvements de terrain » a été soumis à enquête publique et donc à la population du 20 avril 2011 au 21 mai 2011. Entre autres aspects, le dossier évoque les grandes crues de la Sereine de 1889, 1911, 1993 et février 2009.
Le 10 mai 2011, le conseil municipal de La Boisse, décide ne pas « contester la globalité des conclusions actuelles (zonage et règlement) » même si et entre autres :
- le débit de la Sereine de 60 m3/s retenu par la modélisation n'a pas l'objet de mesure officielle ;
- celui-ci demande la révision de « la classification de certains terrains libres de construction dans deux secteurs ».

Le boisement humide de La Boisse est une zone naturelle d'intérêt écologique, faunistique et floristique (ZNIEFF) de type 1.

### Jumelages
| \| Ostfildern Montluel \| Situation d'Ostfildern et de Montluel. |
| Ostfildern Montluel                                              |

| \| Ostfildern \| Localisation d'Ostfildern en Allemagne. |
| Ostfildern                                               |

La Boisse est jumelée avec Ostfildern (Allemagne) dans le cadre de l'association de jumelage entre cette ville allemande d'une part, Montluel et sa communauté de communes d'autre part. Ce jumelage existe depuis 1978.

## Population et société

### Évolution démographique
L'évolution du nombre d'habitants est connue à travers les recensements de la population effectués dans la commune depuis 1793. Pour les communes de moins de 10 000 habitants, une enquête de recensement portant sur toute la population est réalisée tous les cinq ans, les populations de référence des années intermédiaires étant quant à elles estimées par interpolation ou extrapolation. Pour la commune, le premier recensement exhaustif entrant dans le cadre du nouveau dispositif a été réalisé en 2005.

En 2022, la commune comptait 3 401 habitants, en évolution de +12,58 % par rapport à 2016 (Ain : +5,15 %, France hors Mayotte : +2,11 %).
| 1793 | 1800 | 1806 | 1821 | 1831 | 1836 | 1841 | 1846 | 1851 |
| ---- | ---- | ---- | ---- | ---- | ---- | ---- | ---- | ---- |
| 787  | 635  | 853  | 900  | 886  | 882  | 887  | 913  | 915  |

| 1856 | 1861 | 1866 | 1872 | 1876 | 1881 | 1886 | 1891 | 1896 |
| ---- | ---- | ---- | ---- | ---- | ---- | ---- | ---- | ---- |
| 898  | 907  | 893  | 829  | 841  | 752  | 744  | 764  | 752  |

| 1901 | 1906 | 1911 | 1921 | 1926 | 1931 | 1936 | 1946 | 1954 |
| ---- | ---- | ---- | ---- | ---- | ---- | ---- | ---- | ---- |
| 759  | 750  | 748  | 623  | 712  | 816  | 836  | 809  | 984  |

| 1962  | 1968  | 1975  | 1982  | 1990  | 1999  | 2005  | 2006  | 2010  |
| ----- | ----- | ----- | ----- | ----- | ----- | ----- | ----- | ----- |
| 1 202 | 1 457 | 1 751 | 1 959 | 2 419 | 2 709 | 2 746 | 2 753 | 2 928 |

| 2015  | 2020  | 2022  | - | - | - | - | - | - |
| ----- | ----- | ----- | - | - | - | - | - | - |
| 2 937 | 3 335 | 3 401 | - | - | - | - | - | - |

### Pyramide des âges
En 2021, le taux de personnes d'un âge inférieur à 30 ans s'élève à 36,7 %, soit au-dessus de la moyenne départementale (35,3 %). À l'inverse, le taux de personnes d'âge supérieur à 60 ans est de 21,9 % la même année, alors qu'il est de 24,3 % au niveau départemental.
En 2021, la commune comptait 1 689 hommes pour 1 672 femmes, soit un taux de 50,25 % d'hommes, légèrement supérieur au taux départemental (49,35 %).
Les pyramides des âges de la commune et du département s'établissent comme suit :
| Hommes | Classe d’âge | Femmes |
| ------ | ------------ | ------ |
| 0,4    | 90 ou +      | 1,0    |
| 6,4    | 75-89 ans    | 7,0    |
| 13,6   | 60-74 ans    | 15,4   |
| 21,3   | 45-59 ans    | 20,9   |
| 19,8   | 30-44 ans    | 21,1   |
| 15,9   | 15-29 ans    | 14,2   |
| 22,7   | 0-14 ans     | 20,5   |

| Hommes | Classe d’âge | Femmes |
| ------ | ------------ | ------ |
| 0,6    | 90 ou +      | 1,6    |
| 6,3    | 75-89 ans    | 8,1    |
| 15,5   | 60-74 ans    | 16,2   |
| 21     | 45-59 ans    | 20,4   |
| 19,8   | 30-44 ans    | 19,8   |
| 16,4   | 15-29 ans    | 15     |
| 20,4   | 0-14 ans     | 18,9   |

### Enseignement
La commune est dotée d'une crèche, d'une école maternelle, d'une école primaire et depuis les années 2000, d'un lycée, le lycée de la Côtière.
Les deux collèges les plus proches sont le collège Émile-Cizain à Montluel et le collège Louis-Armstrong situé à Beynost, à proximité immédiate de la « frontière » entre Beynost et La Boisse.

### Manifestations culturelles et festivités
Outre les traditionnels vœux du maire en janvier, mois qui voit également se dérouler le loto du comité paroissial et la soirée du club de football du FC Luenaz, un certain nombre de festivités ponctuent l'année : entre autres, le loto du sou des écoles en février, le carnaval des écoles en mars, le vide-greniers en avril et le repas Faubourg en fête en septembre. En décembre, la Fête des Lumières est particulièrement suivie, nombre d'habitations de la ville étant alors illuminées de bougies.
En mai, La Boisse est partie prenante du festival de contes Contes en Côtière organisé par la communauté de communes du canton de Montluel, même si aucune session ne se déroule sur le territoire de la commune.
En avril 2013, la commune accueille le congrès annuel de la Fédération Nationale des Gardes Champêtres (FNGC).

### Santé
Un certain nombre de praticiens indépendants sont installés à La Boisse en particulier en médecine générale, en soins dentaires et en soins infirmiers.
Le service d'urgence le plus proche est celui de la clinique Lyon Nord à Rillieux-la-Pape.
À noter également, l'implantation d'un Point Accueil Solidarité à Montluel.

### Sports

#### FC Luenaz
| Logo et maillot du club |

La commune de la Boisse est dotée d'un club de football, le Football Club Luenaz, fondé le 23 juin 1992 et dont le siège est localisé au foyer des Gravelles (route de Balan) à La Boisse.
En 2011, le président est Yves Gautheron.
L'équipe première entraînée, lors de la saison 2010-2011, par Philippe Nallamoutou et Michel Parrassin, évolue en excellence départementale. Elle joue ces matchs à domicile sur les stades des communes de La Boisse, de Niévroz ou de Thil, sous ses couleurs à domicile : améthyste et blanc.
Le FC Luenaz résulte d'une fusion opérée en 1992 entre le club historique de la commune, l’Union Sportive Buissarde et le club de Niévroz, la Société sportive de Niévroz. Après cette fusion, le club comptait 200 licenciés.
En 1996, le FC Luenaz intègre un autre club de la région : l’Association Sportive de Thil. À la suite de cette intégration, les effectifs du club parviennent à environ 250 licenciés.
Les effectifs dépassent les 300 licenciés et se répartissent d'une l'école de foot jusqu'aux vétérans, en passant par l'équipe première.
Depuis 2006, le club dispose d'une équipe féminine.
En 2011, un nouveau projet de fusion entre le FC Luenaz et le club de l'Inter Dombes-Côtière de Montluel — à l'initiative de ce dernier — semble rencontrer un ferme désaccord des dirigeants du FC Luenaz.

### Médias
Le journal Le Progrès propose une édition quotidienne dédiée à la Dombes et à la Côtière. Citons également La Voix de l’Ain, un hebdomadaire qui propose des informations locales pour les différentes régions du département de l'Ain. Autre hebdomadaire traitant de la vie locale, Le Journal de La Côtière.
La chaîne France 3 Rhône Alpes Auvergne est disponible dans la région.
Une station radio locale émet depuis Montluel, la Fréquence Côtière. Depuis les années 2000, son nom a évolué pour devenir la station FC radio, l'essentiel.

### Cultes

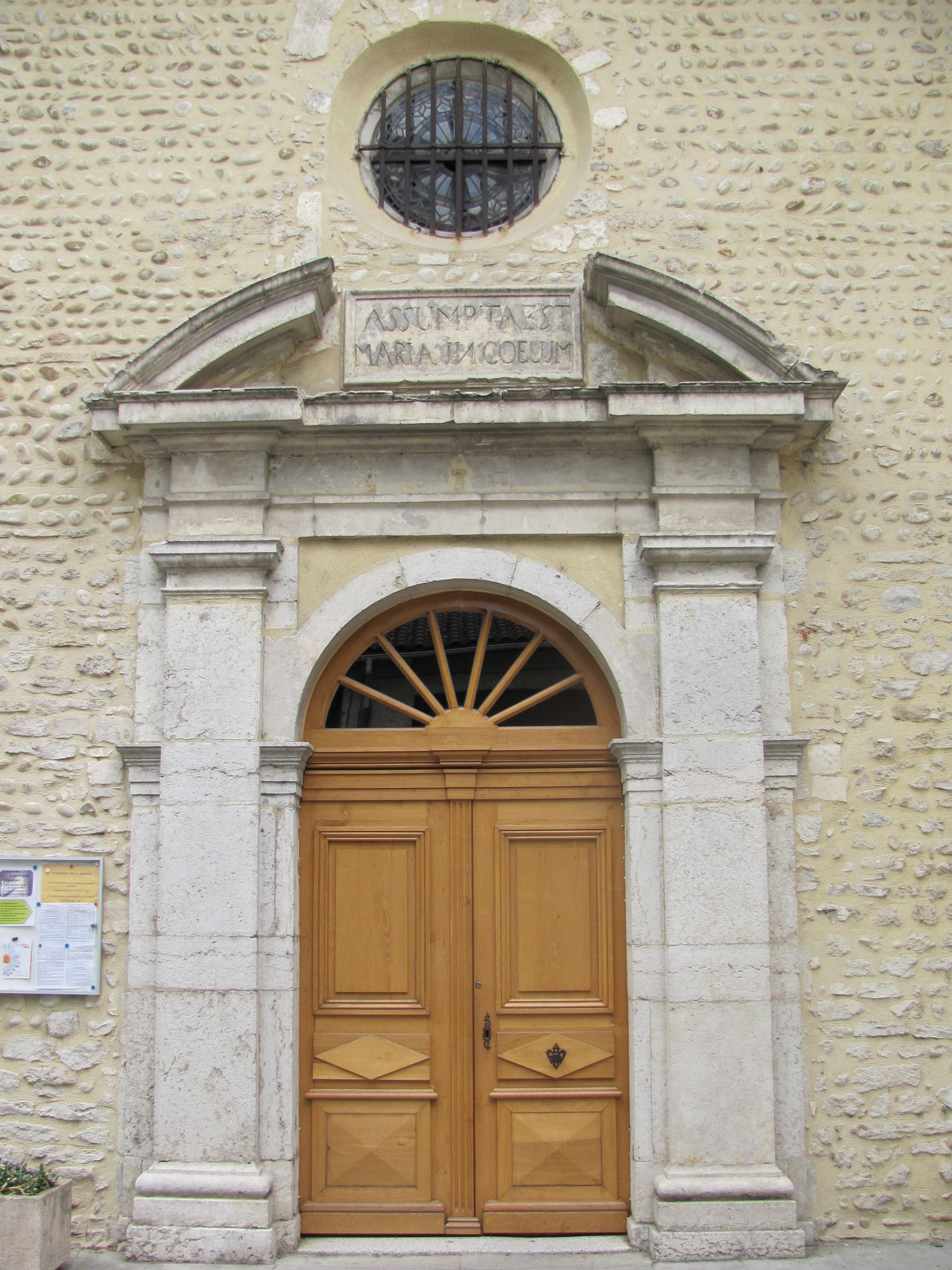
Porte d'entrée de l'église de La Boisse.

les Buissards disposent d'un lieu de culte catholique : l'église Notre-Dame-de-l'Assomption.
À proximité immédiate de La Boisse, à Montluel, sont implantées deux salles de prières du culte musulman.
Un mémorial juif incluant également un cimetière juif est localisé sur le territoire de la commune.

## Économie

### Revenus de la population et fiscalité
En 2009, la proportion de foyers imposables était de 68,9 %.
En 2010, le revenu fiscal médian par ménage était de 39 184 €, ce qui plaçait Miribel au 2 930e rang parmi les 31 525 communes de plus de 39 ménages en métropole.

### Emploi
En 2009, la population âgée de 15 à 64 ans s'élevait à 1 825 personnes, parmi lesquelles on comptait 76,5 % d'actifs dont 71,0 % ayant un emploi et 5,4 % de chômeurs.
On comptait 905 emplois dans la zone d'emploi, contre 803 en 1999. Le nombre d'actifs ayant un emploi résidant dans la zone d'emploi étant de 1 305, l'indicateur de concentration d'emploi est de 69,5 %, ce qui signifie que la zone d'emploi offre seulement deux emplois pour trois habitants actifs.
Population de 15 ans ou plus selon la catégorie socioprofessionnelle
|                             | Agriculteurs | Artisans, commerçants, chefs d'entreprise | Cadres, professions intellectuelles | Professions intermédiaires | Employés | Ouvriers | Retraités | Autres personnes sans activité professionnelle |
| --------------------------- | ------------ | ----------------------------------------- | ----------------------------------- | -------------------------- | -------- | -------- | --------- | ---------------------------------------------- |
| La Boisse (2009)            | 0,0 %        | 4,2 %                                     | 10,9 %                              | 21,9 %                     | 13,9 %   | 14,1 %   | 21,7 %    | 13,2 %                                         |
| La Boisse (1999)            | 0,8 %        | 5,5 %                                     | 6,7 %                               | 17,0 %                     | 13,8 %   | 14,0 %   | 20,4 %    | 21,7 %                                         |
| Sources des données : INSEE |              |                                           |                                     |                            |          |          |           |                                                |

Une agence Pôle emploi pour la recherche d'emploi est localisée à proximité de La Boisse, sur le territoire de Miribel. De cette agence dépendent le canton de Miribel, Niévroz, Montluel et donc, La Boisse.

### Entreprises et commerces
Au 31 décembre 2010, La Boisse comptait 210 établissements : 6 dans l’agriculture-sylviculture-pêche, 24 dans l'industrie, 30 dans la construction, 120 dans le commerce-transports-services divers et 30 étaient relatifs au secteur administratif.
En 2011, 26 entreprises ont été créées à La Boisse, dont 15 par des auto-entrepreneurs.
Plusieurs entreprises sont implantées sur le territoire de la commune, en particulier sur la ZAC du Petit Rosait, sur la zone industrielle (rue des Prés Seigneurs) et sur la zone artisanale (chemin du Pré Molliet). Depuis 2018, a été mise en place la ZAC des Viaducs, sur 70 000 m2 à la limite de Beynost. À proximité immédiate se trouve l'entreprise RTE, gestionnaire du réseau public de transport d'électricité français (rue du Pré Mayeux) et plus précisément le siège du Groupe Maintenance Réseau Lyonnais dans lequel on trouve les équipes chargées de la maintenance de tous les postes électriques du Grand Lyon. On peut également citer le constructeur de climatisation Carrier.
Il existe un certain nombre de petits commerçants, notamment le long de la route de Genève (l'ancienne route nationale 84) ; de plus, un Bricomarché est localisé le long de cette route.
On peut également citer la présence d'un Intermarché implanté sur le territoire de la commune.

## Culture et patrimoine

### Monuments civils

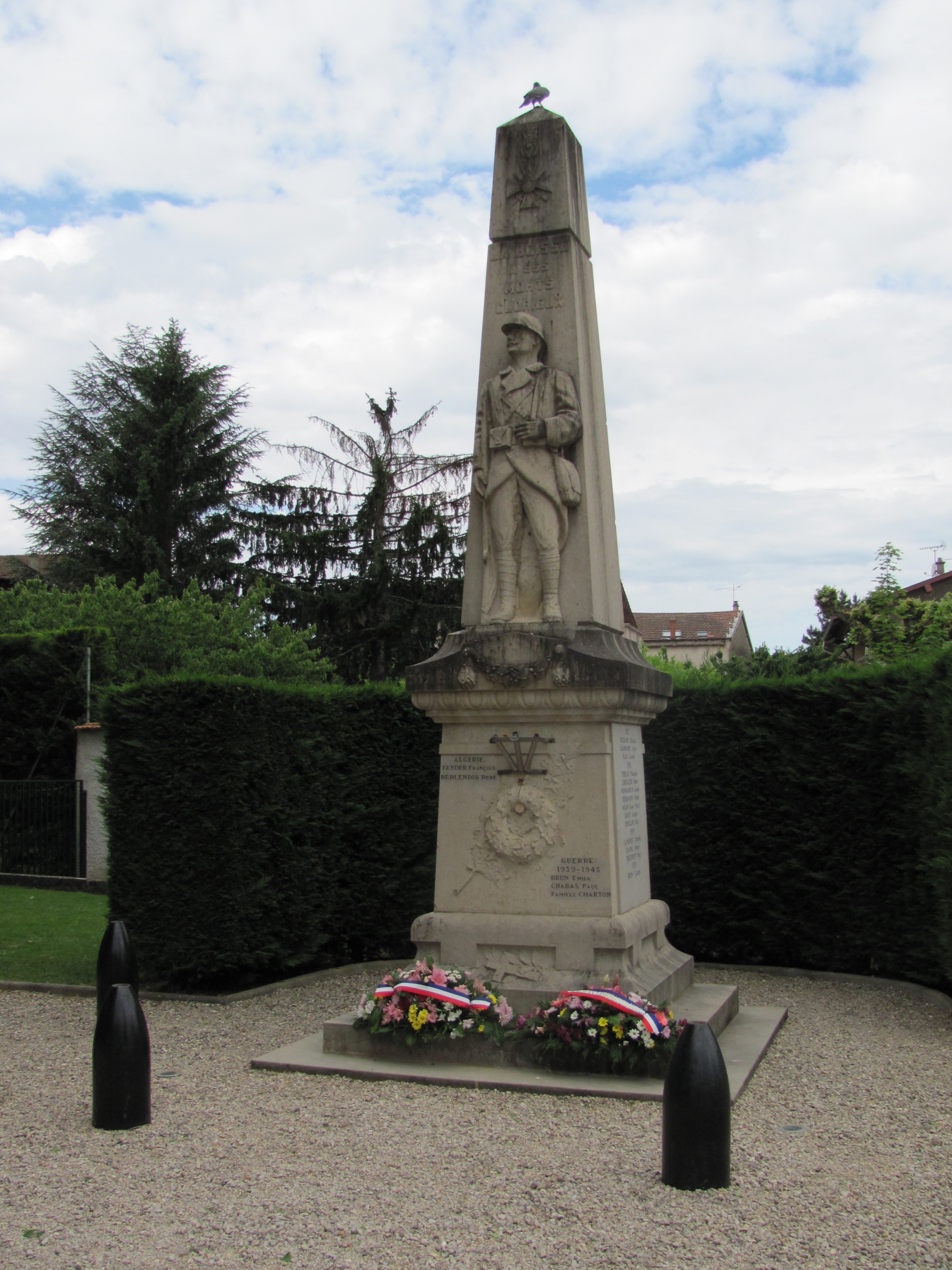
Le monument aux morts de la ville de La Boisse.

- À proximité de la statue communale de Marie immaculée, se trouve le Monument aux morts de La Boisse.
- Château du Petit-Casset, impasse du Petit-Casset, dont l'entrée fait face à l'hôtel qui porte le même nom.

### Monuments religieux

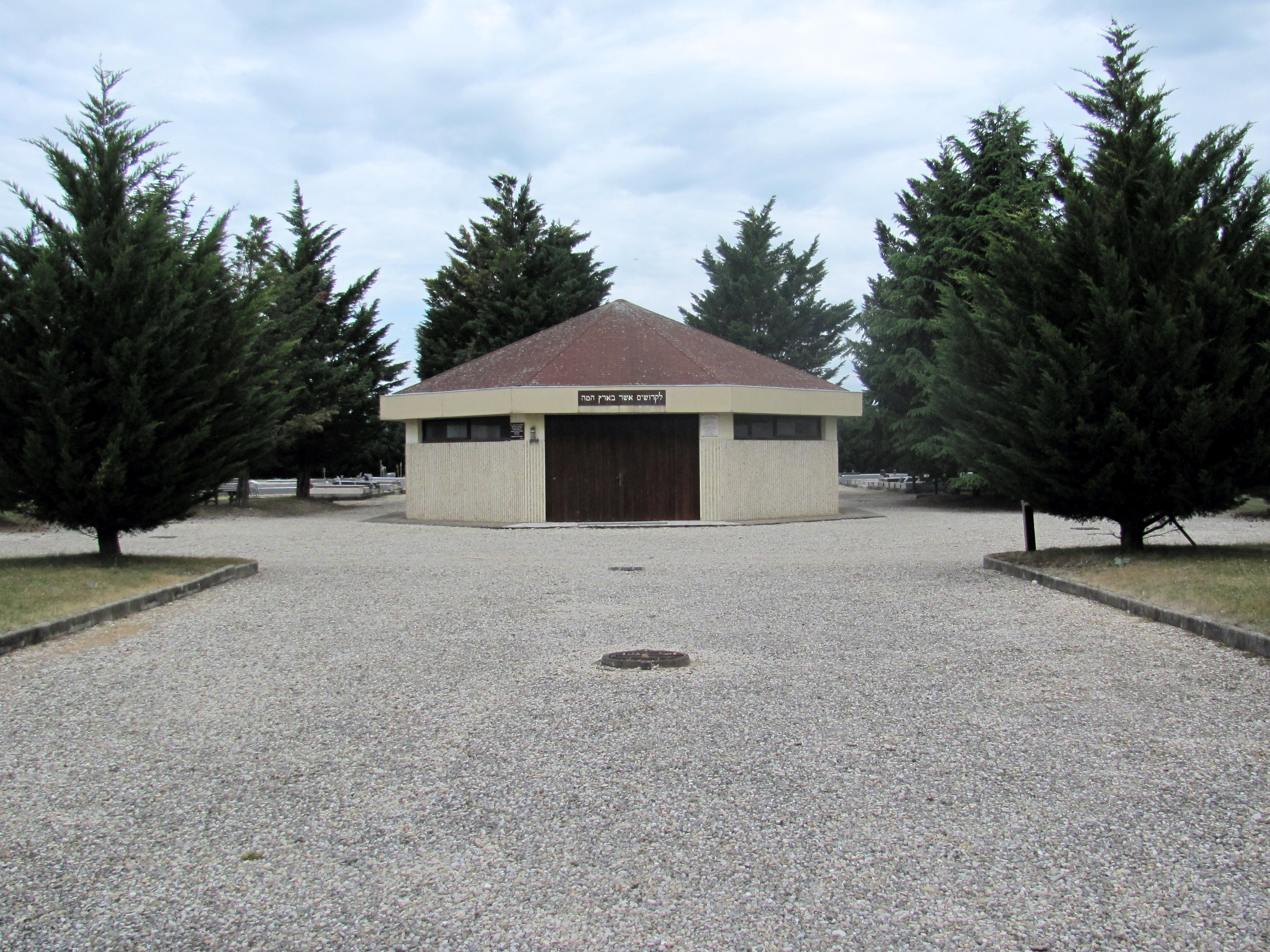
Vue du Mémorial juif.

- L'église Notre-Dame-de-l'Assomption de La Boisse et son presbytère datent du Xe siècle ; l'église a la particularité de présenter un clocher à tour carrée. À proximité, se trouve la statue de Marie immaculée, érigée en 1868 par la commune de La Boisse.
- Chapelle Saint-Alban de La Boisse.
- le Mémorial juif a été créé en 1970 en hommage aux victimes déportées et exterminées à Auschwitz Birkenau ; un cimetière jouxte le Mémorial. À quelques centaines de mètres du Mémorial, à Dagneux, est localisé un cimetière militaire allemand.

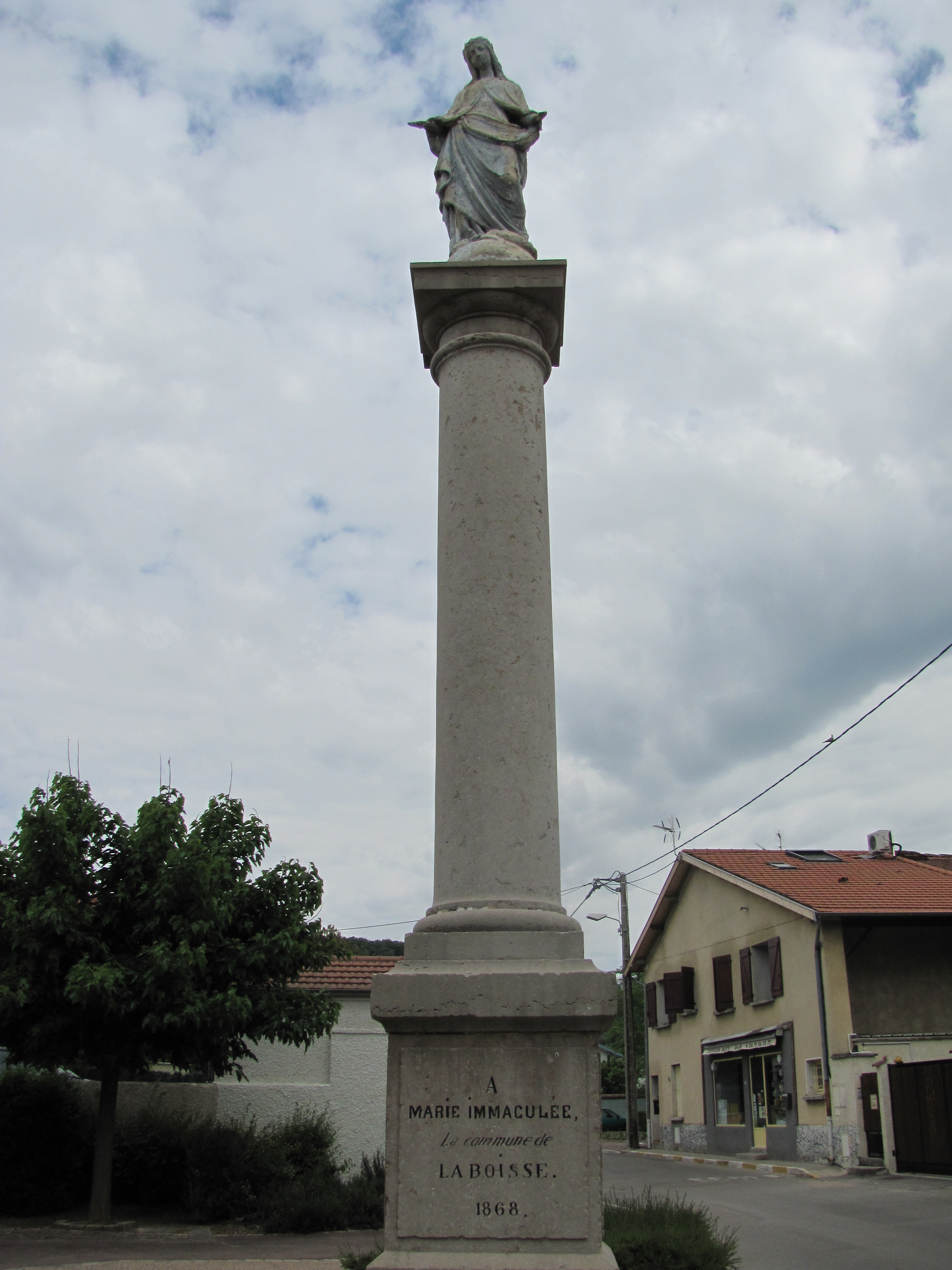
La statue communale de Marie immaculée.
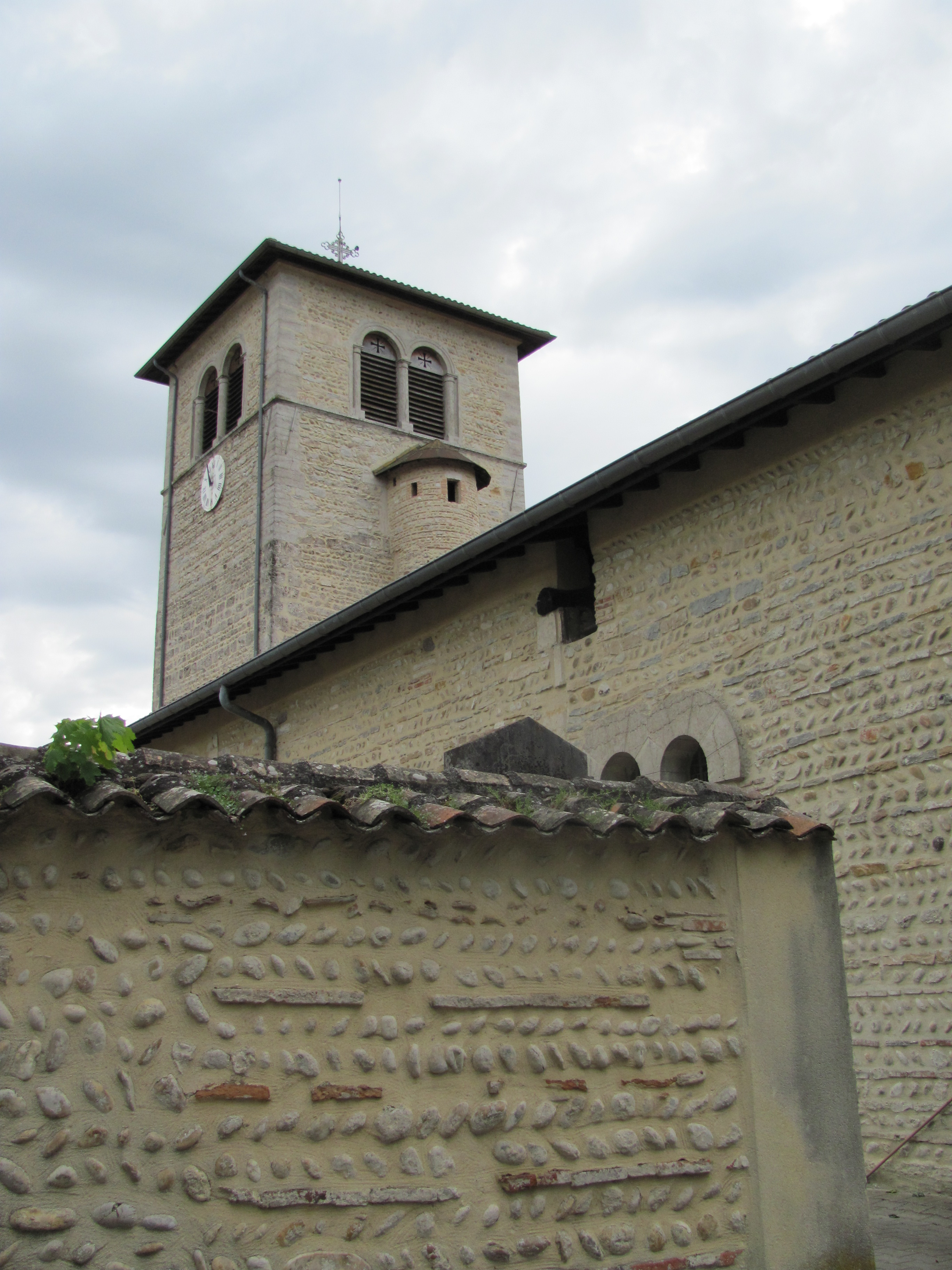
Vue de l'église et de son clocher à tour carrée.

### Monuments détruits

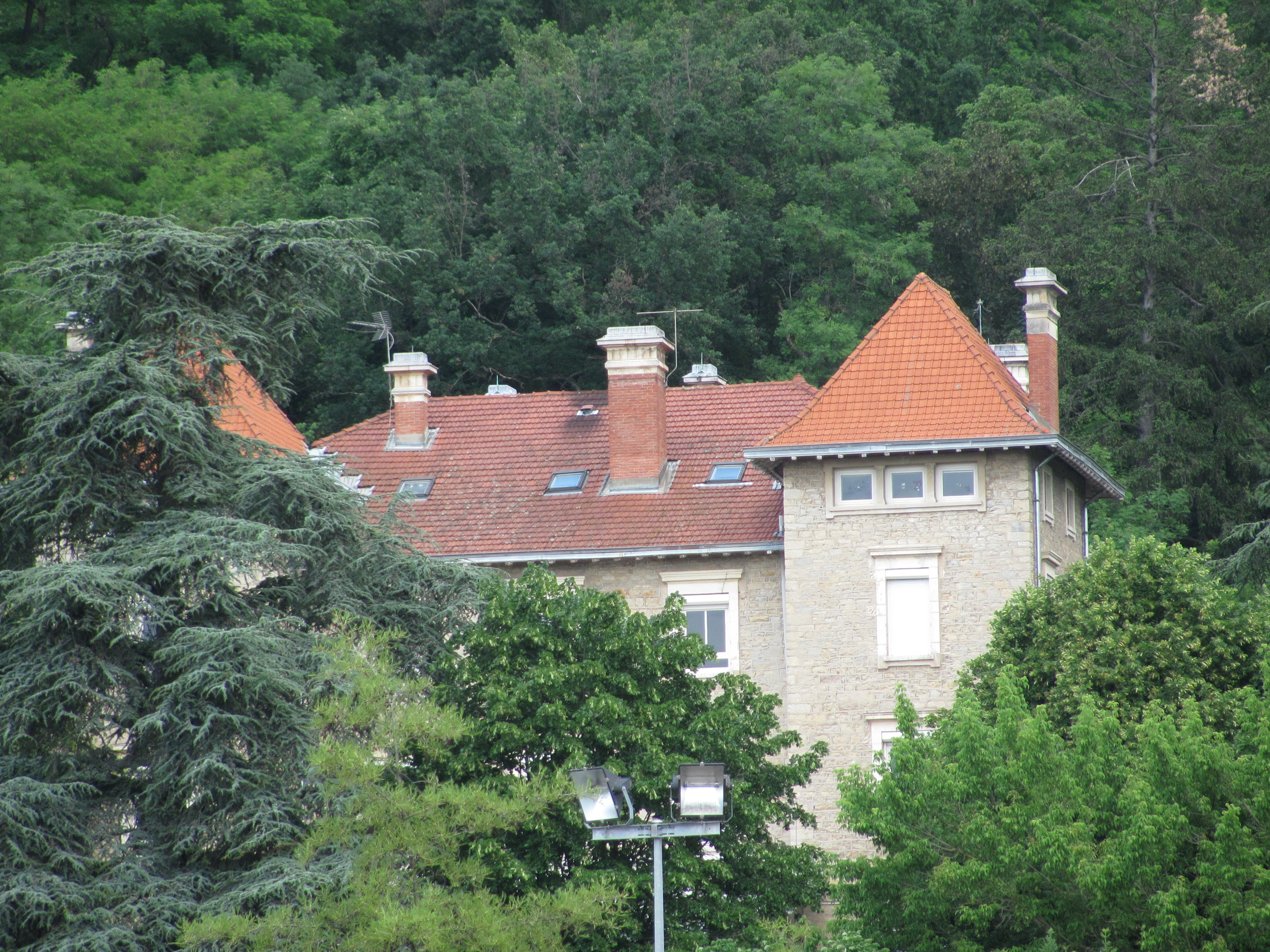
Vue du château du Grand-Casset.

- La commune comptait également le château du Grand-Casset dans son patrimoine. Anciennement propriété de Louis Andrieux, homme politique français et père naturel de Louis Aragon, le château du Grand-Casset, appelé également « Maison maison Georges-Lapierre », accueillait des enfants et des jeunes en grande difficulté sociale[53]. Il est détruit en 2017 à cause du risque d'écroulement[54].

### La Boisse et le cinéma
- Les Lyonnais de Olivier Marchal, avec Gérard Lanvin et Tchéky Karyo a été tourné[55] en partie à La Boisse, en 2010. En effet, la scène de l'enlèvement du personnage de Tcheky Karyo à l'hôpital, a été tournée au lycée de la Côtière.

### Personnalités liées à la commune
- Michel Chalard (1919 - 1957), aviateur et pilote d'essai, a vécu à La Boisse[56] et y est inhumé[56]. Le 29 avril 1967, l'anciennement quai de la Sereine est baptisé[56] quai Michel-Chalard. Jacqueline Auriol et André Turcat assistent[56] à la cérémonie de baptême du quai Michel-Chalard.
- Louis Andrieux (1840 - 1931), homme politique français et propriétaire du château du Grand-Casset, considéré[22] comme un bienfaiteur de La Boisse. Il est également le père naturel de Louis Aragon.
- Marcel Vienot (né le 21 avril 1917 en Lorraine et mort le 11 juin 2003)[57] fut maire de La Boisse pendant 32 ans, de 1945 à 1977. En 2013, la place de la mairie est baptisée "Place Marcel-Vienot"[57].

### Héraldique
| Armes de La Boisse | La commune de La Boisse porte : D'azur à la bande d'or, au lion de sable brochant sur le tout. |